# Flora Rheta Schreiber
Flora Rheta Schreiber (24 de abril de 1918 — 3 de novembro de 1988) foi uma jornalista norte-americana e autora do best seller Sybil (1973), a história de uma mulher (identificada anos depois como Shirley Ardell Mason), que sofria de transtorno dissociativo de identidade e teve 16 personalidades diferentes.
Schreiber foi uma instrutora de inglês na John Jay College of Criminal Justice por muitos anos. Mais tarde ela escreveu The Shoemaker, um livro que documenta a história verídica de um assassino em massa, que sofria de esquizofrenia.
Os papéis de Schreiber estão alojados no Lloyd Sealy Library Special Collections da Biblioteca John Jay College. A coleção é uma documentação completa de sua vida e carreira.